# Pieter Hogerbeets
Petrus Hoogerbeets (Hoorn, 2 de Março de 1542 — Hoorn, 12 de Setembro de 1599) foi médico e poeta holandês. Era filho Pieter Hogerbeets († 1557), burgomestre de Hoorn. Depois de estudar fora de sua cidade natal, exerceu a medicina até a sua morte, vitimado pela peste. Pieter foi um erudito e poeta que se correspondeu com inúmeros literatos de sua época.